# Edita Schubert
Edita Schubert (Virovitica, 17. svibnja 1947. – 25. srpnja 2001.) bila je hrvatska slikarica.

## Životopis
Edita Schubert rođena je u Virovitici 1947. godine u uglednoj virovitičkoj obitelji njemačko-talijanskoga porijekla. Njezin otac bio je zubar. Nakon završene osnovne škole, 1962., s majkom i ocem seli u Zagreb. Godine 1971. na Akademiji likovnih umjetnosti u Zagrebu diplomirala je slikarstvo. Crtala je anatomije u Zavodu za anatomiju Medicinskog fakulteta u Zagrebu gdje je počela raditi 1973. godine, pa sve do prerane smrti. Njezinim crtežima opremljen je, primjerice, svjetski čuveni udžbenik anatomije akademkinje Jelene Krmpotić koji je još i danas obavezna literatura studentima medicine.
Raniji radovi bili su joj u potpunosti realistični a kasnjije su prešli u instalacije od skromnih materijala koje je koristila u kombinaciji s oslikanim površinama. Početkom osamdeset-ih godina dvadesetog stoljeća kada je u trendu bio transavangardni stil Edita stvara niz djela velikog formata i nesvakidašnjeg izraza slikarskog kadra. Sredinom osamdeset-ih mijenja svoj uobičajni stil te ulazi u geometrijsku fazu. Na tim radovima upotrebljava akril na papiru te specifičnu plavu i crvenu boju uz koje dodaje i crnu.

### Najznačajniji radovi
Edita 1991. stvara slijed kolaža na kojima preko platna obloženog novinskim papirom postavlja crne vodoravne i horizontalne linije na stranicama koje prikazuju političke komentare i fotografije koje su u vlasništvu Muzeja suvremene umjetnosti u Zagrebu. Umjetnica tim radom prikazuje i kritizira utjecaj cenzure.
Prostorna instalacija nazvana ambijent postavlja pitanje pozicije čovjeka u društvu. Rad se sastoji od šest slikanih autoportreta postavljenih na fotografske stative.
2000. godine dodjeljena joj je Nagrada Josip Račić za izložbu "Moj stan".

## Vanjske poveznice
- Schubert, Edita, Hrvatska enciklopedija
- Edita Schubert – Retrospektiva, Galerija Klovićevi dvori